# Ernst Herzner
Ernst Herzner (* 3. April 1952 in Hamburg) war ein deutscher Komponist und Sänger.

## Leben
Ernst Herzner begann seine musikalische Laufbahn im Haus der Jugend Lattenkamp in Hamburg. Erstmals wirkte er bei einer regional bekannten Band, den Why Five, mit, die auch auf seiner LP Ausgerechnet Bananen (Sampler) mit den Titeln Mendocino und Proud Mary zu hören sind. Er wechselte dann zu Zarathustra, die im norddeutschen Raum einen gewissen Bekanntheitsgrad erreichte. Nach der Veröffentlichung der ersten LP löste sich die Band auf. 1978 war er wieder zu hören mit der Band Ernest and …, die im Hamburger Raum einen festen Hörerkreis hatte, aber darüber nicht hinauskam.
Erst als Sänger von Novalis 1985 und der Veröffentlichung der LP Nach uns die Flut erreichte Herzner einen höheren Bekanntheitsgrad. Diverse Radio- und Fernsehauftritte sowie eine Deutschlandtournee wurden durchgeführt, aber nach einem Jahr löste sich Novalis endgültig auf. Diese letzte LP wurde von Christoph Busse produziert, der für Herzner mehrere Titel schrieb, die aber nur wenig Resonanz fanden. Mit dem Titel Sturmvögel erfolgten einige Auftritte in Fernsehsendungen und der Titel wurde in der ersten Sendung von Lieder so schön wie der Norden (NDR/ARD) auf Platz 1 gewählt. Nebenbei nahm Herzner mehrere Werbesongs auf, unter anderem Hier ist DEA – hier tanken sie auf, der von John Groves produziert wurde. Dieser Titel lief zehn Jahre in der Fernsehwerbung.
1995 beendete Herzner seinen musikalischen Weg und schloss sich nur ab und zu einigen Bands zum Zeitvertreib an.

## Diskografie
- 1969: Why Five (Ausgerechnet Bananen)
- 1971: Zarathustra (Same)
- 1978: Ernest and …
- 1985: Novalis (Nach uns die Flut)
- 1986: Ernst Herzner (Young Love)
- 1987: Ernst Herzner (Und ich seh die Adler fliegen)
- 1989: Herzner (Kinder der verlorenen Zeit)
- 1991: Ernst Herzner (Sturmvögel)

Werbung
- DEA, Deutscher Ring, Leonberger Bausparkasse, Max Bahr

Chorgesang
- Hans Hartz, Dan McCafferty (Nazareth), Speelwark

Fernsehen
- Spielbude (ARD), Der Große Preis (Bassist bei Bernd Kaczmarek), Schaubude (NDR), Fernsehgarten (ZDF), Lieder so schön wie der Norden (Sturmvögel, Kinder der verlorenen Zeit, Fernweh)